# Biografielijst Nn

## Nna
- Genevieve Nnaji (1979), Nigeriaans actrice en zangeres
- Zeke Nnaji (2001), Amerikaans basketballer